# Vlag van Basilicata

Vlag van Basilicata

De officiële vlag van Basilicata werd aangenomen op 6 april 1999. Zij bestaat uit een blauw veld met in het midden het wapen van deze Italiaanse regio: een wit schild met vier blauwe golven die de vier grote rivieren van de regio voorstellen: de Basento, Agri, Bradano en Sinni. Dit wapen is in gebruik sinds 1973.